# Brain Training
Brain Training (lit. "entrenament del cervell") (sovint amb el títol sencer de Dr Kawashima's Brain Training), conegut com a Brain Age (lit. "edat del cervell") a Amèrica, és una sèrie de videojocs de trencaclosques i d'entreteniment educatiu desenvolupats i publicats per Nintendo, basats en la recerca del neurocientífic Ryuta Kawashima, professor de la Universitat de Tohoku.

## Història

### Nintendo DS
La sèrie es va estrenar per a la consola Nintendo DS, després que el Dr. Kawashima i el president de Nintendo d'aleshores, Satoru Iwata, es reunissin per plantejar com es podria transformar en videojoc la recerca del seu llibre, Train Your Brain: 60 Days to a Better Brain ("Entrena el teu cervell: 60 dies per a un millor cervell"), per poder atraure al públic ocasional. Els jocs de DS s'inclourien eventualment en una línia anomenada Touch! Generations, que precisament aplega títols destinats a aquest públic.
La primera entrega de la sèrie va rebre el nom de Dr Kawashima's Brain Training: How Old Is Your Brain?. Primer va sortir al Japó el 19 de maig de 2005. Les bones vendes (inesperades per a alguns distribuïdors) i la recepció rebuda al país van fer que el joc acabés arribant a l'Amèrica del Nord un any després, concretament el 16 d'abril de 2006, a Europa el 9 de juny, i a Austràlia i Nova Zelanda, el 16 de juny. El seu llançament va estar caracteritzat per una campanya d'anuncis publicitaris presentats per celebritats, així com per una aliança amb Alzheimer's Australia i una distribució d'unitats gratuïtament i de forma limitada als EUA. El joc va sortir a Corea del Sud el 18 de gener de 2007, juntament amb el llançament de la Nintendo DS Lite allí.
El 2005, Nintendo va anunciar una segona entrega, que va rebre el nom de More Brain Training from Dr Kawashima: How Old Is Your Brain?. El joc va sortir primer al Japó el 29 de desembre de 2005 i no va arribar a Occident fins al 2007: 29 de juny a Europa, 5 de juliol a Austràlia i Nova Zelanda, i 20 d'agost a l'Amèrica del Nord. El joc és pràcticament idèntic en quant a presentació i modes de joc, però els minijocs són diferents, tot i que alguns s'inspiren en els anteriors. També va comptar amb la participació de celebritats per als anuncis televisius, com l'actriu Nicole Kidman per als anuncis europeus, el nedador professional Kieren Perkins a Austràlia, i l'actriu americana Liv Tyler. A l'Amèrica del Nord, fou llançada una edició de consola DS amb el joc inclòs.
El primer Brain Training va sortir per a la Consola Virtual de la consola Wii U el 4 de juny de 2014 al Japó i el 16 de juny a Europa, on es va vendre de forma gratuïta durant un temps limitat degut a que era la primera estrena d'un joc de DS a la Nintendo eShop; va sortir directament de pagament el 14 d'abril de 2016 a l'Amèrica del Nord.

### Nintendo DSi
Durant la concepció de la idea de la Nintendo DSi, es van donar diferents idees de petit programari que es pogués descarregar mitjançant internet. Una de les idees proposades i que, en un inici, van passar desapercebudes, va ser la de crear una línia de jocs que requereixin de poc temps de dedicació, similar a l'objectiu que buscaven els anteriors Brain Training. Satoru Iwata va anomenar-la Chotto (lit. "un moment" o "una mica"), que després va rebre el nom a Amèrica de Express, al Regne Unit de A Little Bit of... ("una mica de..."). Com que el terme era genèric, no es tenia una idea clara de què significava ja que podia ser subjectiu per a cada persona, i van haver dubtes sobre quants minijocs incloure. Es van acabar incloent tants que va superar en nombre a More Brain Training. El director del servei DSiWare, Shinya Takahashi, i el director dels jocs A Little Bit of... Brain Training, Koichi Kawamoto, van decidir, amb el vist-i-plau del Dr. Kawashima, dividir el joc en dues versions per a diferents modalitats: orientada a matemàtiques o a les lletres.
Van acabar sortint tres versions de jocs A Little Bit of... Brain Training, anomenat Brain Age Express a Amèrica. La primera, Maths, va sortir al Japó el 24 de desembre de 2008, a l'Amèrica del Nord el 5 d'abril de 2009, i a les regions PAL, el 19 de juny, conjuntament amb l'estrena del servei DSiWare i de la botiga DSi. També va sortir a Corea del Sud el 8 de juliol de 2010 i a la Xina el 2 de febrer de 2011. La segona, Arts, va sortir també el 24 de desembre de 2008 al Japó, el 10 d'agost de 2009 a l'Amèrica del Nord, i a les regions PAL, el 23 d'octubre de 2009. Aquestes dues versions fan ús de la càmera de la DSi per a alguns minijocs i per il·lustrar el seu perfil. També van ser incorporades de fàbrica en les consoles Nintendo DSi XL nord-americanes, mentre que només la versió Math va venir en les consoles DSi XL europees. Una tercera versió, Sudoku, del qual destaca la inclusió de 100 sudokus de diferents dificultats, va sortir el 22 d'abril de 2009 al Japó, el 17 d'agost a l'Amèrica del Nord i el 24 de juliol a les regions PAL. Aquesta versió va ser abruptament retirada tant de la botiga DSi com de la eShop de Nintendo 3DS (on s'hi podien descarregar jocs DSiWare) el 19 de juny de 2015.

### Nintendo 3DS
En la versió japonesa de la presentació Nintendo Direct emesa el 22 de febrer de 2012, va ser anunciada una nova entrega de la sèrie per a la Nintendo 3DS, que tindria un enfocament diferent, amb l'objectiu de millorar l'"interval d'atenció" del jugador i combatre l'addicció a la informació constant que es rep de les xarxes socials i d'altres aspectes de la vida moderna dia a dia. També és el primer joc en incloure actuació de veu. Va anunciar-se per a sortir l'estiu del mateix any al Japó; aquesta data es va concretar més tard a 28 de juliol. Van dedicar-se dues presentacions Nintendo Direct on es va tractar el joc en exclusiva, el 18 de juliol i el 7 de setembre de 2012. El 30 d'agost, el joc va ser anunciat per a sortir a l'Amèrica del Nord amb el nom de Brain Age: Concentration Training el 3 de desembre, encara que va acabar sortint el 10 de febrer de l'any següent. El 25 de gener de 2013 va sortir, a la eShop americana, una demo limitada gratuïta del joc.
En una altra presentació Nintendo Direct emesa el 5 de desembre de 2012, es va anunciar el llançament a Europa del joc per al 8 de març de 2013, amb el nom de Dr Kawashima's Devilish Brain Training: Can you stay focused?. El 30 de gener, però, la data es va endarrerir a 12 d'abril, però el 7 d'abril, Nintendo va modificar la pàgina web del joc per a indicar que sortiria en una data "per a determinar", per a confirmar la notícia un dia després al·legant que estaven buscant "el millor moment" per a estrenar el joc en el mercat europeu. Des de la divisió espanyola van dir que no tenien clar com distribuir el joc (en format físic o digital), i si incloure-hi o no micropagaments (que no es van implementar mai). Mentre el joc no sortia a Europa, va sortir a Taiwan i a Hong Kong el 26 de juny de 2013 (el primer joc de Brain Training per a aquelles regions i també el primer en incloure xinès tradicional com a llengua disponible), i a Corea del Sud el 5 de setembre.
El 13 d'abril de l'any 2017, en una nova presentació Nintendo Direct, va ser anunciada una data de llançament a Europa: 28 de juliol de 2017, quatre anys després de l'estrena al Japó. El llançament va estar acompanyat d'una demo per a la eShop europea, com la que estava disponible a la eShop americana des del 2013. El joc va sortir a Austràlia i Nova Zelanda el 29 de juliol de 2017.

### Nintendo Switch
El 30 de setembre de 2019, va publicar-se un vídeo d'anunci al compte de YouTube de Nintendo del Japó d'una nova entrega de Brain Training per a la Nintendo Switch, amb data de llançament de 27 de desembre. L'11 d'octubre, es va anunciar que el joc sortiria a Europa, a Austràlia i a Nova Zelanda el 3 de gener del 2020, amb el nom de Dr Kawashima's Brain Training for Nintendo Switch. Les edicions físiques d'aquesta entrega venen amb un llapis tàctil que facilita la resolució d'alguns minijocs, encara que també es ven per separat. A Taiwan, Hong Kong i Corea del Sud va sortir l'1 de juliol del 2020, mentre no hi ha notícies del llançament a l'Amèrica del Nord. Aquesta versió ha estat desenvolupada per Nintendo EPD (que, el 2019, va unir Nintendo EAD i Nintendo SPD —aquesta última va desenvolupar els jocs Brain Training anteriors) i per la companyia indieszero.

## Jugabilitat

Una captura de pantalla de la versió anglesa de More Brain Training from Dr Kawashima: How Old Is Your Brain?, on veiem dues seccions verticals d'igual mida que representen les dues pantalles de la consola DS subjectada com si fos un llibre. En la secció de l'esquerra (la pantalla superior), veiem a l'avatar del doctor Kawashima explicant el minijoc Word Scramble dins el mode Quick Training (el mode de pràctica que no requereix perfil) al jugador, mentre que en la secció de la dreta (la pantalla tàctil) inclou una imatge de demostració de com serà i com es juga.

En totes les entregues, Kawashima apareix en forma d'avatar per a acompanyar el jugador mentre realitza diversos minijocs destinats a estimular processos mentals i combatre els efectes naturals d'envelliment del cervell. Per exemple, de les primeres entregues es destaquen minijocs on apareixen consecutivament operacions aritmètiques senzilles que han de ser resoltes el més ràpid possible en la pantalla tàctil, o d'altres on s'ha de dir el color del text en pantalla tan aviat com el jugador el reconegui mitjançant el micròfon de la DS. També s'hi han inclòs modes de pràctica o de relaxament. A mesura que l'usuari passa més dies entrenant, es van desbloquejant nous minijocs i funcionalitats, així com modes difícils. Els jocs intenten demostrar els avenços obtinguts amb el joc donant consells i registrant les puntuacions rebudes en els minijocs. Un segell simbolitza que el jugador ha fet almenys un exercici durant aquell dia. Una de les característiques que dona el nom a la sèrie consisteix en l'"edat mental" o el "Brain Age", que es calcula segons com s'han resolt els exercicis, sent 20 la millor "edat" que es pot obtenir i 80 la pitjor.
El mode principal és l'entrenament diari, que es basa en practicar almenys un dels diferents minijocs específics disponibles i intentar provar sort en el test d'edat mental, format per tres minijocs que no formen part del conjunt anterior. Aquesta organització es manté en totes les entregues, encara que la de Nintendo 3DS reparteix les activitats entre els modes Training Supplements ("complements de l'entrenament"), Brain Training i Time Out ("descans"), i substitueix el test d'edat mental per un mode anomenat Devilish Training ("entrenament diabòlic"), on el jugador ha de dedicar almenys 5 minuts a un minijoc "diabòlic" on ha d'intentar obtenir una puntuació notable en una o dues rondes per poder pujar de nivell (és a dir, de dificultat); si la puntuació és regular, el nivell es mantindrà, però si és insuficient, es baixarà de nivell. Pujar de nivell en un minijoc d'aquest mode fa pujar la puntuació individual del jugador, que es representa amb una escala similar a la utilitzada a les escoles dels Estats Units (on A és la millor nota i F la pitjor, tot i que es poden assolir rangs superiors a A en el joc).
Tots els jocs admeten que un usuari pugui provar alguns minijocs i el test abans de crear-se un perfil. Els jocs de DS (les versions occidentals) i de Switch inclouen sudokus de diferents nivells de dificultat, i permeten disponibilitzar una demo limitada multijugador o individual a consoles DS properes mitjançant el mode descàrrega; aquesta funció no és possible realitzar-la des de la Wii U. Els jocs de DSi Math i Arts inclouen un mode de dibuix de diferents temàtiques dins l'entrenament diari i un mode de desafiament que apareix un cop el jugador obté l'edat cerebral de 20, per a mantenir l'interès del jugador en paraules dels desenvolupadors.
Els jocs de DS i DSi i els minijocs de Time Out de l'entrega de 3DS es juguen subjectant la consola de manera que sembli un llibre obert. En el joc per a Nintendo Switch, molts minijocs es juguen col·locant la consola verticalment i fent ús mínim del televisor, i utilitzant un llapis compatible, la tecnologia infraroja del Joy-Con dret, els seus botons i el giroscopi. Aquesta versió també inclou un mode de campionat en què jugadors competeixen per tenir el millor resultat en les pràctiques diàries en línia. L'entrega de 3DS també permetia compartir resultats mitjançant Miiverse i StreetPass.

### Activitats disponibles
| Nom del minijoc en anglès britànic              | Objectiu | Modes on s'inclou                          | Brain Training | More Brain Training | A Little Bit of... Arts | A Little Bit of... Math | A Little Bit of... Sudoku | Devilish            | for Nintendo Switch |
| ----------------------------------------------- | --- | ------------------------------------------ | -------------- | ------------------- | ----------------------- | ----------------------- | ------------------------- | ------------------- | ------------------- |
| Sudoku                                          | resolució d'un sudoku | -                                          | Sí             | Sí                  | No                      | No                      | Sí                        | No                  | Sí                  |
| Stroop Test                                     | cridar el color del text visible demostrant el que s'anomena l'efecte Stroop | Test                                       | Sí             | No                  | Sí                      | No                      | No                        | No                  | No                  |
| Speed Counting                                  | comptar fins a 120 mentalment | Test                                       | Sí             | No                  | No                      | Sí                      | No                        | No                  | Sí                  |
| Word Memory                                     | aprendre's una llista de paraules i intentar escriure-les de nou de memòria; hi ha un altre minijoc amb kanjis exclusiu de la versió japonesa                                               | Test                                       | Sí             | No                  | Sí                      | No                      | No                        | No                  | Sí                  |
| Connect Maze                                    | connectar una fila de lletres amb el seu nombre fins a connectar-los alternant (p. ex. A-1-B-2...)                                                                                          | Test                                       | Sí             | No                  | Sí                      | No                      | Sí                        | No                  | Sí                  |
| Calculations × 20                               | resoldre 30 càlculs simples | Test, pràctica, Training Supplements (3DS) | Sí             | No                  | No                      | Sí                      | No                        | Sí                  | No                  |
| Calculation Battle × 30                         | resoldre 30 càlculs simples | Multijugador (descàrrega DS)               | Sí             | No                  | No                      | No                      | No                        | No                  | No                  |
| Calculations × 100                              | resoldre 100 càlculs simples | Pràctica, Training Supplements (3DS)       | Sí             | No                  | No                      | Sí                      | No                        | Sí                  | Sí                  |
| Number Cruncher                                 | respondre a preguntes d'agilitat mental sobre els nombres en pantalla | Test                                       | Sí             | No                  | No                      | Sí                      | No                        | No                  | No                  |
| Reading Aloud                                   | llegir un text | Pràctica                                   | Sí             | No                  | Sí                      | No                      | No                        | No                  | Sí                  |
| Low to High                                     | memoritzar un ordre que es mostra en pantalla un segon | Pràctica, Brain Training (3DS)             | Sí             | No                  | No                      | No                      | No                        | Sí                  | Sí                  |
| Syllable Count                                  | comptar síl·labes | Pràctica                                   | Sí             | No                  | No                      | No                      | No                        | No                  | No                  |
| Head Count                                      | comptar quanta gent es queda en una casa després de veure com entra i surt gent | Pràctica                                   | Sí             | No                  | No                      | No                      | No                        | No                  | Sí                  |
| Triangle Maths                                  | càlculs basats en el triangle de Tartaglia | Pràctica                                   | Sí             | No                  | No                      | Sí                      | No                        | No                  | No                  |
| Time Lapse                                      | calcular la diferència de temps veient dos rellotges analògics | Pràctica, Training Supplements (3DS)       | Sí             | No                  | No                      | No                      | No                        | Sí                  | No                  |
| Voice Calculation                               | cridar la resposta a càlculs aritmètics | Pràctica                                   | Sí             | No                  | No                      | No                      | No                        | No                  | No                  |
| Rock, Paper, Scissors                           | jugar a pedra paper tisores mitjançant el micròfon tot fent cas al requeriment de perdre o guanyar                                                                                          | Test                                       | No             | Sí                  | Sí                      | No                      | No                        | No                  | Sí                  |
| Continuous Countdown                            | fer restes consecutives | Test                                       | No             | Sí                  | No                      | Sí                      | No                        | No                  | Sí                  |
| Speedy Symbols                                  | escriure el símbol que correspongui segons què diu una llista | Test                                       | No             | Sí                  | Sí                      | No                      | No                        | No                  | No                  |
| Memory Addition                                 | un seguit de càlculs on l'usuari ha de recordar quin nombre s'ha tapat | Test, pràctica                             | No             | Sí                  | No                      | Sí                      | No                        | No                  | No                  |
| Memorize 5 × 5                                  | memoritzar un ordre de nombres | Test                                       | No             | Sí                  | No                      | Sí                      | Sí                        | No                  | Sí                  |
| Highest Number                                  | seleccionar el nombre amb valor més gran independentment de la seva mida | Test                                       | No             | Sí                  | No                      | Sí                      | Sí                        | No                  | Sí                  |
| Missing Symbols                                 | observar un càlcul aritmètic resolt i omplir els buits en forma de símbols corresponents | Pràctica                                   | No             | Sí                  | No                      | No                      | No                        | No                  | No                  |
| Masterpiece Recital                             | tocar les notes musicals en un teclat en el moment precís | Pràctica, Brain Training (3DS)             | No             | Sí                  | Sí                      | No                      | No                        | Sí                  | Sí                  |
| Word Blend                                      | completar diverses paraules que es reprodueixen alhora pels altaveus | Pràctica, Brain Training (3DS)             | No             | Sí                  | Sí                      | No                      | No                        | Sí                  | No                  |
| Word Scramble                                   | esbrinar la paraula tot revisant un cercle de lletres en moviment | Pràctica                                   | No             | Sí                  | Sí                      | No                      | No                        | No                  | Sí                  |
| Correct Change                                  | tornar el canvi exacte en monedes i bitllets | Pràctica, Training Supplements (3DS)       | No             | Sí                  | No                      | Sí                      | No                        | Sí                  | No                  |
| Days and Dates                                  | preguntes en relació al calendari | Pràctica                                   | No             | Sí                  | No                      | No                      | No                        | No                  | No                  |
| Finishing Position                              | seguir un corredor en una cursa i dir en quina posició queda al final | Pràctica                                   | No             | Sí                  | No                      | No                      | No                        | No                  | No                  |
| Determine the Time                              | dir l'hora correcta observant rellotges girats o alterats per pantalla | Pràctica                                   | No             | Sí                  | No                      | No                      | No                        | No                  | No                  |
| Calculate the Height                            | dir quants brics han caigut en una columna concreta només observant on cau cadascun | Pràctica                                   | No             | Sí                  | No                      | No                      | No                        | No                  | No                  |
| Germ Buster                                     | un minijoc relaxant basat en Dr. Mario però jugat amb el llapis tàctil | Pràctica, Time Out (3DS)                   | No             | Sí                  | Sí                      | Sí                      | No                        | Sí                  | Sí                  |
| Photo Memory (DSi) Photographic Memory (Switch) | dir quina imatge acaba d'aparèixer; algunes poden provenir de la galeria de la DSi | Pràctica                                   | No             | No                  | Sí                      | No                      | No                        | No                  | Sí                  |
| Word Buster                                     | escriure les lletres de les paraules en pantalla; té un mode desbloquejable situat a l'espai                                                                                                | Pràctica, Training Supplements (3DS)       | No             | No                  | Sí                      | No                      | No                        | Sí                  | No                  |
| Card Memory                                     | memoritzar l'ocupació, el nom i les cares d'uns individus | Pràctica                                   | No             | No                  | Sí                      | No                      | No                        | No                  | No                  |
| Addition Buster                                 | sumar; té un mode batalla desbloquejable, que en la 3DS es considera un minijoc a part | Pràctica, Training Supplements (3DS)       | No             | No                  | No                      | Sí                      | No                        | Sí                  | No                  |
| Multiple Search                                 | dir si un nombre compleix les propietats que apareixen en pantalla | Pràctica, Training Supplements (3DS)       | No             | No                  | No                      | Sí                      | No                        | Sí                  | No                  |
| Parallel Problems                               | dir si un nombre compleix les propietats que apareixen en pantalla | Pràctica                                   | No             | No                  | No                      | Sí                      | No                        | No                  | No                  |
| Devilish Calculations                           | resoldre, consecutivament, l'operació aritmètica n-anterior, invisible en pantalla (n representa el nivell)                                                                                 | Devilish Training (3DS)                    | No             | No                  | No                      | No                      | No                        | Sí                  | No                  |
| Devilish Pairs                                  | totes les parelles de cartes que estan de cap per avall (es mostren primer al jugador durant un segon)                                                                                      | Devilish Training (3DS)                    | No             | No                  | No                      | No                      | No                        | Sí                  | No                  |
| Devilish Mice                                   | seguir la pista a un o més ratolins que es van movent per darrere d'un panell | Devilish Training (3DS)                    | No             | No                  | No                      | No                      | No                        | Sí                  | No                  |
| Devilish Reading                                | llegir un fragment literari i escriure, després, les paraules subratllades en els textos | Devilish Training (3DS)                    | No             | No                  | No                      | No                      | No                        | Sí                  | No                  |
| Devilish Shapes                                 | similar a Devilish Calculations, recordar el símbol n-anterior | Devilish Training (3DS)                    | No             | No                  | No                      | No                      | No                        | Sí                  | No                  |
| Devilish Blocks                                 | observar una successió de conjunts de blocs i recordar la posició d'aquells que es marquen intermitentment                                                                                  | Devilish Training (3DS)                    | No             | No                  | No                      | No                      | No                        | Sí                  | No                  |
| Devilish Cups                                   | seguir unes boles numerades amagades en uns gots que es van movent | Devilish Training (3DS)                    | No             | No                  | No                      | No                      | No                        | Sí                  | No                  |
| Devilish Listening                              | similar a Devilish Calculations, però les operacions aritmètiques es reprodueixen pels altaveus                                                                                             | Devilish Training (3DS)                    | No             | No                  | No                      | No                      | No                        | Sí                  | No                  |
| Words in Space                                  | escriure les lletres de totes les paraules en pantalla; inspirat en Space Invaders | Training Supplements (3DS)                 | No             | No                  | No                      | No                      | No                        | Sí                  | No                  |
| Block Head                                      | en principi, el jugador i la CPU es mouen una casella cadascun en un tauler; per guanyar cal deixar a l'altre sense opcions de moure's (no es poden envair caselles)                        | Brain Training (3DS)                       | No             | No                  | No                      | No                      | No                        | Sí                  | No                  |
| Klondike                                        | el joc de cartes solitari del klondike | Brain Training (3DS)                       | No             | No                  | No                      | No                      | No                        | Sí                  | No                  |
| Spider Solitaire                                | el joc de cartes solitari del spider | Brain Training (3DS)                       | No             | No                  | No                      | No                      | No                        | Sí                  | No                  |
| Peg Solitaire                                   | el joc de cartes solitari tradicional | Brain Training (3DS)                       | No             | No                  | No                      | No                      | No                        | Sí                  | No                  |
| Golf Solitaire                                  | el joc de cartes solitari del golf | Brain Training (3DS)                       | No             | No                  | No                      | No                      | No                        | Sí                  | No                  |
| Mahjong Solitaire                               | el joc del shisen-Sho, una variant del solitari mahjong, i alhora una variant del mahjong                                                                                                   | Brain Training (3DS)                       | No             | No                  | No                      | No                      | No                        | Sí                  | No                  |
| Blubber Blast                                   | un puzle on s'han de connectar unes criatures de colors amb els seus respectius, inspirat en Wario's Woods                                                                                  | Time Out (3DS)                             | No             | No                  | No                      | No                      | No                        | Sí                  | No                  |
| Instrumental Break                              | reprodueix música relaxant | Time Out (3DS)                             | No             | No                  | No                      | No                      | No                        | Sí                  | No                  |
| Concentration Challenge                         | dir el nombre de cubs que hi havia en un requadre 2-anterior sense parar amb la intenció de mesurar el temps de concentració del jugador                                                    | -                                          | No             | No                  | No                      | No                      | No                        | Sí                  | No                  |
| Calculations × 25                               | resoldre 25 càlculs simples | Test, pràctica                             | No             | No                  | No                      | No                      | No                        | No                  | Sí                  |
| Dual Task                                       | fer que un ninot salti les tanques en el moment adequat mentre es resol alhora el minijoc Highest Number                                                                                    | Pràctica                                   | No             | No                  | No                      | No                      | No                        | No                  | Sí                  |
| Finger Calculations                             | resoldre operacions molt simples on tant els operands com les respostes es troben en un rang del 0 al 5; el jugador els ha de resoldre amb la mà i amb el sensor infraroig del Joy-Con dret | Pràctica                                   | No             | No                  | No                      | No                      | No                        | No                  | Sí                  |
| Finger Drills                                   | representar el gest amb la mà el més ràpid possible i que el sensor infraroig del Joy-Con dret l'identifiqui                                                                                | Pràctica                                   | No             | No                  | No                      | No                      | No                        | No                  | Sí                  |
| Total                                           | Total | Total                                      | 16             | 17                  | 13 (10 d'anteriors)     | 14 (11 d'anteriors)     | 4 (4 d'anteriors)         | 29 (11 d'anteriors) | 20 (16 d'anteriors) |

## Recepció

### Comercial
La impressió inicial del primer Brain Training de DS va ser de desconcert de part d'alguns venedors sobre com podria vendre's un producte d'aquest gènere. No obstant, Nintendo va tenir assegurades 70.000 unitats venudes abans i tot de l'estrena. Un cop estrenat, el joc es va mantenir entre els jocs més venuts durant 34 setmanes de forma pràcticament ininterrompuda, i a data de juny de 2006, només al Japó es van vendre 2.322.970 unitats. Va esdevenir el 94è joc més ben venut del 2008 al Japó. En el temps que es va mantenir a la venda, s'hi van vendre 3,75 milions d'unitats. A l'Amèrica del Nord, durant les tres primeres setmanes, va vendre 120.000 còpies, i es va mantenir quinzè entre els jocs més ben venuts del maig de 2006. A Europa, va estrenar-se quart en la llista de jocs més ben venuts, i va vendre mig milió d'unitats en dos mesos, i a data de gener de 2007, dos milions. A nivell global, el joc ha venut 19,01 milions d'unitats.
La seqüela per a DS va assegurar 850.000 unitats abans de l'estrena al Japó. Als Estats Units, va esdevenir el tretzè joc més ben venut en el seu mes inicial, i va arribar a ser el novè el setembre de 2007, venent 141.000 còpies només aquell mes. Al Japó, va ser el joc més ben venut en el seu mes inicial, amb 1,084 milions d'unitats. A data de juliol de 2007, 5,33 milions de còpies es van vendre al Japó, i a data de 2013, el joc va ser el setè més ben venut de tot el catàleg de DS a nivell mundial, amb 14,88 milions d'unitats venudes. Més de les dues terceres parts dels compradors totals del joc varen ser majors de 25 anys.
No hi ha dades oficials de vendes dels jocs digitals de DSi, però l'entrega de 3DS només va vendre 356 mil unitats mundials segons VGChartz, les tres quartes parts al Japó segons Famitsu. La versió per a Switch va vendre 26.000 còpies al Japó en un any, encara que al Regne Unit va estrenar-se catorzè en la llista de jocs més venuts de la seva primera setmana de llançament. No obstant això, el primer Brain Training es va mantenir durant mesos entre els jocs més venuts a la Nintendo eShop de Wii U, encara que s'especulà que es devia al fet que ajudava a executar un exploit a la consola.

### Crítica
El primer Brain Training compta amb una puntuació mitjana de 77 sobre 100 de la crítica especialitzada segons el web agregador Metacritic (basada en 58 articles), i d'un 78,1% a GameRankings, La majoria de premsa especialitzada (com Eurogamer, amb un 9/10 i GameSpy, amb un 3,5 sobre 5) era reticent en quant a si el joc tenia la capacitat de tornar a algú "intel·ligent", però que això no el feia menys "divertit". Alguns com IGN (amb un 8 sobre 10) van destacar la rejugabilitat dels puzles, una opinió oposada a la de The New York Times (amb un 7,2). Un dels mitjans que pitjor el va puntuar, Game Revolution, amb un 4, només va destacar positivament la inclusió de sudokus. També va rebre algunes crítiques sobre la qualitat del sistema de reconeixement de veu i de caràcters escrits en la pantalla tàctil, unes crítiques que més o menys es van mantenir amb les següents entregues de la sèrie, inclosa la de Nintendo Switch.
More Brain Training va rebre puntuacions idèntiques a l'agregador Metacritic amb un 77 (basat en 37 articles) i GameRankings amb un 79,04%. GameZone, amb un 8,1 sobre 10, va considerar que només pels sudokus "valia la pena" comprar-se el joc sencer, que la interfície era simple d'utilitzar i que l'entrenament diari era simplement "addictiu", mentre que IGN, amb un 8, va dir tot el contrari sobre els sudokus. GameSpy va destacar la seva facilitat d'apropar-se a un públic ampli, que no requereixi d'experiència prèvia en videojocs i amb un sistema per a incentivar el jugador a seguir "per tal de millorar de manera noble la seva agilitat mental a través d'un règim d'entrenament indolor". Aquest cop, Game Revolution va ser més positiu amb la seva crítica, considerant intel·ligent l'ús que el joc fa de les característiques de la DS, els "divertits" efectes de so i el "competent" sistema de reconeixement. Altres crítiques es van referir a una suposada arrogància de l'avatar que acompanya al jugador, als "pocs" canvis significatius comparat amb el Brain Training original o al reconeixement de veu i de caràcters.
Els jocs de DSi van passar més desapercebuts per a la crítica especialitzada. Sobre la versió Math, Nintendo Life amb un 7 i Giant Bomb amb un 4 directament el van considerar "incomplet" o "una demo". IGN, amb un 7,9, va considerar que les edicions Math i Arts, pel seu preu reduït, "valien la pena" tot i que es van trobar a faltar minijocs. Aquests mitjans van presentar positivament el fet que ja no es requerís l'intercanvi de cartutxos, i que tenir instal·lat un joc com Sudoku és "indispensable".
L'anunci de Devilish Brain Training als EUA, 3 anys després del llançament dels jocs de DSi, va ser rebuda amb reticència per la premsa, criticant de nou que un joc faci "intel·ligent" a la gent i que "la moda ja ha passat". Les mitjanes a Metacritic i GameRankings van ser lleugerament inferiors comparades amb les entregues de DS, obtenint un 69 sobre 100 (a partir de 21 articles) i un 73,33% respectivament. Nintendo Life, amb vuit estrelles sobre 10, va destacar favorablement la dificultat dinàmica així com tots els altres elements del joc. Els llocs web IGN (amb puntuació 7,8/10) i GamesRadar+ (amb quatre estrelles sobre cinc) van destacar la presentació, i van considerar que l'actuació de veu oferia una experiència més personal, tot i que, segons IGN, la caracterització de l'avatar del Doctor en diable podia fer allunyar al públic més adult i ocasional. Alguns mitjans van considerar molest i pobre el sistema de reconeixement de lletres, i van dubtar sobre si seria capaç d'atrapar als jugadors tot i les adiccions (i reutilitzacions) de contingut.
El joc de Nintendo Switch compta amb una nota mitjana de 64 sobre 100 basada en 19 crítiques. Si alguns mitjans van destacar la qualitat dels puzles, la seva rejugabilitat i l'ús que en feia de les tecnologies de la Switch, altres van criticar precisament això: que era necessari comprar un altre parell de Joy-Cons per poder gaudir de molts minijocs en una consola Nintendo Switch Lite, que molts d'ells s'havien reutilitzat i que el sistema de reconeixement seguia pobre.

### Efectivitat
Tot i el màrqueting, Nintendo ha reiterat oficialment que els seus productes són d'entreteniment i es va mostrar neutral quan diversos neuròlegs van començar a recomanar el primer Brain Training per a prevenir la demència i la malaltia d'Alzheimer. Un estudi realitzat el 2010 a la ciutat de Sendai va concloure que jugar a Brain Training durant quatre setmanes podia millorar funcions cognitives (velocitat de processament i funcions executives) en la gent gran.
En un estudi del 2008, 600 estudiants escocesos van participar en un experiment en què un grup va passar-se nou setmanes jugant a Brain Training vint minuts abans de les classes i un altre grup va estudiar tradicionalment. Les conclusions van ser que el grup que jugava va millorar un 50% les seves puntuacions i van resoldre les proves en cinc minuts menys, duplicant la millora obtinguda amb l'altre grup. En un altre estudi realitzat el 2009 dirigit per Alain Lieury, professor de psicologia cognitiva a la Universitat de Rennes 2, es van dividir uns infants de deu anys d'edat en quatre grups: els dos primers passarien set setmanes fent les activitats de memòria del joc, el tercer va fer puzles amb llapis i paper, i el quart va seguir anant a l'escola com sempre. Quant a les proves de memòria, no es van mostrar millores significatives amb els dos primers grups. Tant aquests grups com el de paper i llapis van millorar un 19% en matemàtiques, així com el quart en un 18%. En memorització, el grup de paper i llapis va millorar un 33%, i els grups que van jugar van empitjorar un 17%. En proves de lògica, tant els grups que van jugar com els de paper i llapis van millorar un 10%, i els que van seguir anant a l'escola, un 20%. Diversos professionals consultats el 2008 per la BBC, així com Lieury, van concloure que jugar a jocs de taula, sudokus o parlar amb amics i familiars equival o supera els beneficis que es poden obtenir amb entrenament mitjançant Brain Training o More Brain Training. Tant ell com Graham Lawton del New Scientist van afirmar que, objectivament, són productes d'entreteniment obra de la recerca del doctor Kawashima, i que, de tota manera, no hi ha cap estudi que afirmi que entrenar el cervell tingui efectes negatius.

### Llegat
El primer Brain Training va rebre el premi EIEF06 de la revista Edge per a la innovació i el premi Interactive Achievement Awards per a joc de consola portàtil de l'any 2007. La revista Wired va incloure'l cinquè en la llista dels quinze jocs més "influents" de la dècada, degut a com va "contrarestar les modes dominants" i "va iniciar l'era de jocs que suposadament són bons per a tu, com Wii Fit". Ryuta Kawashima va rebutjar rebre la meitat dels 2.400 milions de iens (15 M€) que li pertocaven en matèria de royalties. Es va quedar amb el seu sou d'11 milions de iens (~70.000€) i la resta el va donar a investigació.
El doctor Kawashima també va treballar en altres jocs de temàtica similar però per a consoles alienes a Nintendo, incloent l'aplicació Brain Exercise with Dr. Kawashima per a telèfons intel·ligents i Microsoft Windows del 2009 creada per Namco Bandai, Train your Brain with Dr. Kawashima per a Windows i Apple Macintosh del 2009 i Dr. Kawashima's Body and Brain Exercises (Body and Brain Connection fora de les regions PAL) per a la plataforma Kinect de la Xbox 360, també creada per Namco Bandai, del 2011 (2010 al Japó).
El 21 de desembre de 2016, es va estrenar un nivell especial (Event Course) de Super Mario Maker que regalava un vestit Mystery Mushroom que permet a en Mario transformar-se —en aparença— en l'icònic cap avatar-itzat del doctor Kawashima. La seva cara també es va afegir com a trofeu d'ajuda en els jocs Super Smash Bros. for Nintendo 3DS and Wii U i Super Smash Bros. Ultimate, i la sintonia principal dels dos primers jocs es pot escoltar en aquests i en Super Smash Bros. Brawl.